# Evangelická matice Třanovského
Evangelická matice Třanovského byl církevní spolek hájící zájmy českých evangelíků v luterských sborech na Těšínsku.
Založena byla v roce 1928 a sídlila v Českém Těšíně. Členila se na místní odbory. 
Vydávala časopis Slezský evangelík (vycházel jako měsíčník s přestávkami v letech 1930–1938). Roku 1930 vydala Zpěvník, sestavený E. Balonem.
Roku 1931 vystavěla toleranční památník na Goduli a roku 1937 pomník Jiřího Třanovského v Českém Těšíně (zničen byl roku 1939).
Po záboru Záolží Polskem v roce 1938 byla Evangelická matice Třanovského zlikvidována a její představitelé perzekvováni. Obnovena byla roku 1945, byť k úřednímu povolení její obnovené činnosti došlo až roku 1947. Od roku 1948 byla účelově paralyzována a k 1. srpnu 1951 byl spolek zcela zlikvidován.